# Villers-sous-Chalamont
Villers-sous-Chalamont település Franciaországban, Doubs megyében. Lakosainak száma 293 fő (2022. január 1.). Villers-sous-Chalamont Boujailles, Arc-sous-Montenot, Levier, Villeneuve-d’Amont és Lemuy községekkel határos.

## Népesség
A település népessége az elmúlt években az alábbi módon változott:
| Lakosok száma | 320  | 233  | 239  | 275  | 259  | 280  | 296  | 304  | 300  | 293  |
|               | 1968 | 1982 | 1990 | 2006 | 2013 | 2015 | 2017 | 2019 | 2020 | 2022 |